# 斯蒂芬·科拜尔晚间秀
《斯蒂芬·科拜尔晚间秀》（英語：The Late Show with Stephen Colbert，Big Ant娛樂台译名：《荷伯報到》；又名《扣扣熊深夜秀》）是斯蒂芬·科拜尔在CBS频道所主持的深夜脱口秀节目，这是CBS该著名脱口秀晚间秀第二次主持迭代。节目于2015年9月在晚间秀Late Show主持大卫·莱特曼退休后播出。

## 历史

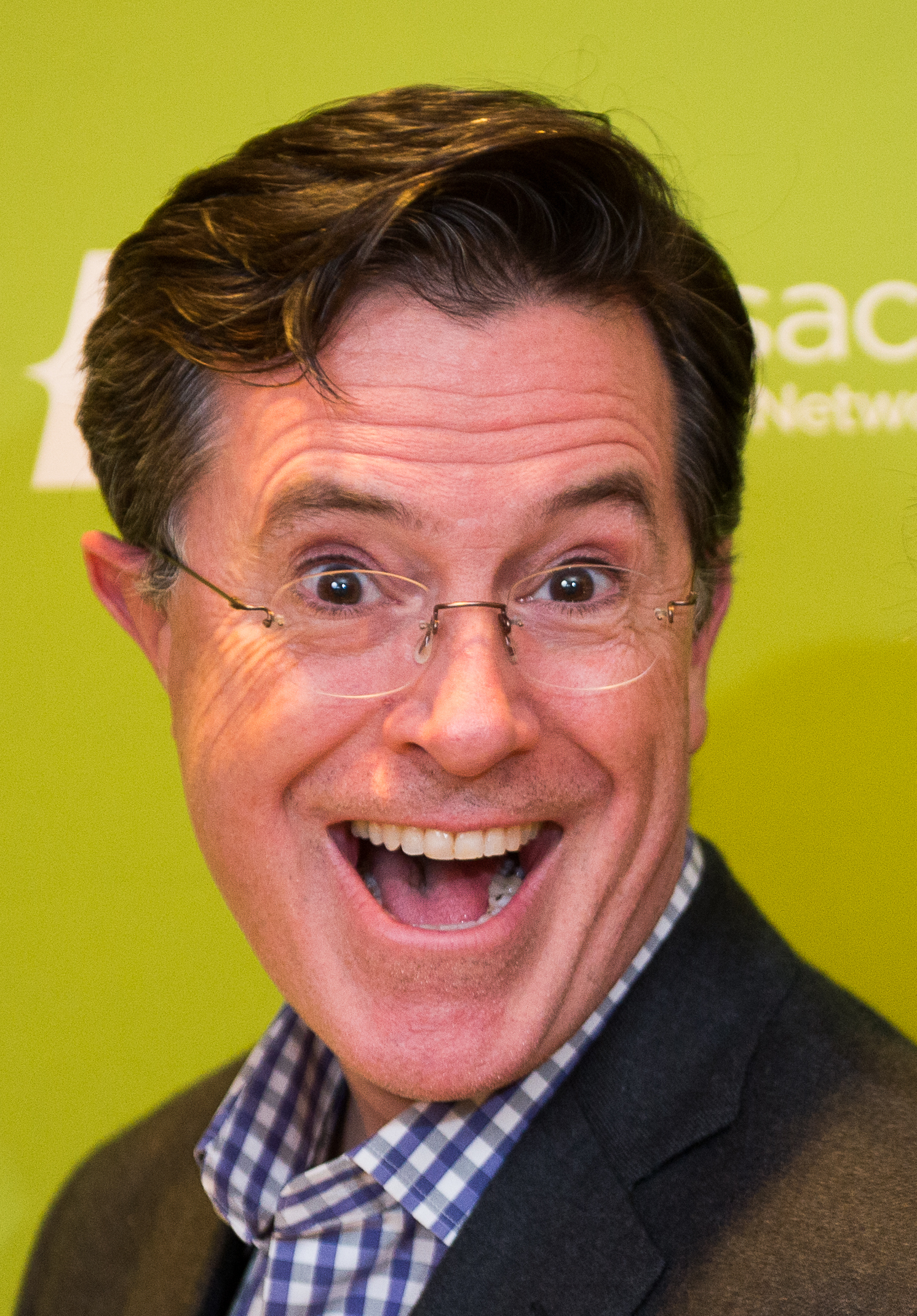
科拜尔在喜剧中心自从2005年10月主持自己的节目以来已获得了四个艾米奖项

CBS曾经制作过脱口秀The Merv Griffin Show（1969–1972）和The Pat Sajak Show（1989–1990）但都无法与NBC旗下的约翰尼·卡森所今夜秀抗衡，而两个节目最终都因极低的用户评价而被取消。晚间秀初创之时CBS旗下晚间节目包括电影、重播及特别制作的节目都以CBS Late Night和Crimetime After Primetime为题在黄金时段后播出。莱特曼曾为NBC节目《深夜秀》（Late Night）的主持人，而他一直也被外界视为《今夜秀》（Tonight Show）主持人约翰尼·卡森的接班人。但在约翰尼·卡森准备退休之际，NBC决定将《今夜秀》主持人一职交予杰伊·里诺（Jay Leno）。此举令莱特曼十分气愤及失望，CBS在此之际用一个为期三年，相当于莱特曼之前收入两倍约每年1400万美金的合約吸引其加入了CBS。
从1993年以来莱特曼的晚间秀取得了巨大的成功，初始两年收视率即超越了NBC旗下的今夜秀。在2013年2月，晚间秀约有平均310万的集收视率。但2014年统计，收视率降到了280万。 在深夜脱口秀中晚间秀的观众群体平均年龄最老，这导致了CBS决心选择一个年轻的替代者以和NBC旗下的今夜秀竞争。
2014年4月3日，莱特曼宣布将在2015年退休，斯蒂芬·科拜尔同意了为期五年的合同并将在2015年从莱特曼手中接任主持位置。科拜尔以前的节目在在深夜喜剧节目主要受众大学生和青年中很受欢迎。在科拜尔之前主持的节目科拜尔报告中，其扮演的虚构人物也叫斯蒂芬·科拜尔，科拜尔将举办展会以和自己本人进行对比。2014年4月23日，虚构的斯蒂芬·科拜尔在乔恩斯图尔特每日秀上宣布他已“赢得电视（won television）”，因为自己达到了目标，所以他将会终止科拜尔报告。在接过莱特曼的节目后科拜尔将不会再以虚构人物斯蒂芬·科拜尔的立场出现。
包括纽约市，洛杉矶，新奥尔良和康涅狄格都希望让晚间秀在其城市举行。2014年7月23日，CBS宣布晚间秀在科拜尔接管后还将继续在纽约埃德·苏利文剧院举行。2015年6月4日，CBS宣布乐队指挥为乔纳森·巴蒂斯特，他和其乐队Stay Human将担任科拜尔晚间秀的室内乐队。（該樂隊亦繼承原大卫·莱特曼晚间秀伴奏樂隊保羅·沙佛和世上最危險樂隊節目停播後不再使用的「CBS乐队」名稱）

## 停播
2025年7月17日，科拜爾在節目上宣佈，在節目錄製前一晚接獲哥倫比亞廣播公司通知，其主持的《史提芬·高拔晚間秀》將於明年五月結束，美國哥倫比亞廣播公司CBS的《深夜秀》亦將走入歷史，不會有其他深夜秀接替。哥倫比亞廣播公司隨即亦表示決定純屬財務考慮，沒有其他因素。事件引發外界討論，主要由於哥倫比亞廣播公司母公司派拉蒙在7月2日同意向美國總統特朗普支付1,600萬美元和解金，換取特朗普撤銷控告哥倫比亞廣播公司在2024年總統大選期間，刻意剪輯民主黨總統候選人賀錦麗的專訪內容，以呈現其正面形象。而科拜爾曾在7月14日的節目上批評派拉蒙與特朗普達成的和解，形容看起來就像「賄賂」一樣。